# 阿瑞斯
阿瑞斯是古希腊神话中的戰神，希臘奧林匹斯十二主神之一，宙斯與赫拉的兒子，另一说它是茱諾（赫拉的罗马名）吞下一条暴眼大蛇之后生下来的。他是力量與權力的象徵，嗜殺、血腥，人類禍災的化身。
在羅馬神話中稱為馬爾斯（拉丁語：Mars）。拉丁文的火星源於他的羅馬名字；“星期二”（英文 Tuesday）之名則來自其在北歐神話的對應神祇提爾。

## 神話
荷马在《伊利亚特》中把他说成是英雄时代的一名百战不厌的战士。他肝火旺盛，尚武好斗，一听到战鼓声就手舞足蹈，一闻到血腥气就心醉神迷。戕戮厮杀是他的家常便饭。哪里有鏖战，他就立即衝向那里，不问青红皂白就砍杀起来。他穿上战服时雄姿勃勃,头戴插翎的盔甲，臂上套着皮护袖，手持的铜矛咄咄逼人。他得天独厚，威严、敏捷、久战不倦、孔武有力、魁梧壮伟。至今，他还是智慧的大敌，人类的祸灾。他通常是徒步与对手交战，有时候也从一辆四马战车上挥戈（那四匹马是北风和一位复仇女神的后裔）。随从他奔赴疆场的有他的儿子：恐怖、战栗，惊慌和畏惧，还有他的姐妹不和女神厄里斯、妻子毁城女神厄倪俄和一群嗜血成性的魔鬼。胜败乃兵家常事，阿瑞斯自然也有败北的时候。在攻打特洛伊城的战斗中，雅典娜和希拉就曾多次把他打得丢盔卸甲。他向宙斯告状，反而被侮骂为逃兵，深为众神所不齿。他所宠爱的情妇竟偏巧是美神阿芙蘿黛蒂，在她的怀抱裡，这位戰士得到了安宁。他俩生的女儿叫哈耳摩尼亚，日后成为战火连绵的底比斯王朝的开国女祖。据荷马说，阿瑞斯最喜欢去的地方是北部的地势坎坷的色雷斯。他佩带的徽记是长矛和燃烧着的火炬；他的爱畜是兀鹰和猎犬，两种战场上的常客。
罗马时期，阿瑞斯与罗马的马尔斯混淆。马尔斯在罗马是位非常受崇敬的神，与主神朱比特并列，并且作为罗马奠基者罗慕卢斯和瑞穆斯的父亲而成为罗马人的始祖。马尔斯起初可能与农业有关，与阿瑞斯混淆后便单纯作为战神继续受到崇拜。他是惟一一位曾经不得不屈于部下威力的神。有一次，由于缺乏机智与正确判断使他蒙受羞辱。他和两个巨人决斗，发现自己不能抵挡。他戰敗被制伏後铐上铁链关了起来，最后他被老练的荷米斯救出来，但在此之前，他已饱尝了受侮辱的滋味。
他做事不加思考，就像他的残暴一样典型。波塞冬的一个儿子企图诱拐他的女儿，弄得战神非常不悦。于是，他毫不留情地把他干掉了。为了替儿子报仇，波塞冬拉着阿瑞斯到雅典法官面前要求审判战神。审判是在城外的一座小山上开庭的，阿瑞斯叙述了案情，最后被判无罪。从那以后，这座山就称作雅典的最高法院，即“阿瑞斯之山”；而出审的法官们被称作雅典最高法院的法官。
阿瑞斯又称格拉狄奥斯（意为众军之首）和阿洛普罗萨洛斯。他的四匹战马，相传为阿瑞斯与一复仇女神所生，分别称为：埃通（意即「燃烧」）、科纳玻斯（意即「暴乱」）、弗洛吉奥斯（意即「火焰」）、福波斯（意即「恐惧」）。阿瑞斯的形象通常为—威武强悍、相貌非凡、身披甲胄的戰士。其表征为：长矛、火炬、猎犬和鹰鹫。据说，他可发出震耳的凄惨之声，犹如千百戰士在哭嚎；他一旦受伤倒地，硕大身躯竟占地7公顷。
最初，在色雷斯地区，阿瑞斯被奉为冥世之神，后演化为战神。阿瑞斯虽为战神，却败绩累累，并屡次为智慧女神雅典娜所敗。在特洛伊战争中，他帮助特洛伊人，却为狄奥墨得斯所伤。诸神紊战时。他妄图暗算女神雅典娜，反被雅典娜用一巨石击倒。在雅典娜的襄助下，赫拉克勒斯杀死其子基克诺斯。阿洛阿代将他生擒，并置于铜罐中达13个月之久，后为赫尔墨斯所救。阿瑞斯风流韵事颇多。相传，他与火神赫菲斯托斯之妻美神阿佛洛狄忒私通，两者幽会时，让夜神阿勒克特律翁“望风”。不料，后者一觉睡到天明，竟让太阳神赫利奥斯窥见，并告知赫菲斯托斯，赫菲斯托斯制作—面无形之网，将偷情者双双捉扶。让他们当众出丑。阿瑞斯一气之下将夜神阿勒克特律翁变成一只牡鸡，命其司晨。古希腊剧作家索福克勒斯称阿瑞斯为“可鄙之神”。在其剧作中，阿瑞斯屡为宙斯、阿波罗、阿尔忒弥斯和巴克科斯的闪电、弓箭和烈火所伤。在荷马的叙事诗中，他则是—个狂暴而多情的风流之神。人们常将这样一些词语用于阿瑞斯：硕大、强健、迅猛、狂乱、违约、凶残、嗜血，毁国。甚至在其子女的身上也不乏桀骛不驯，野蛮和残酷的特性。

## 遊戲
- 無雙OROCHI系列（光榮公司開發，古川慎配音）